# 蒂德河
蒂德河（法語：Tude，發音：[tyd] ⓘ）是法国新阿基坦大区夏朗德省的河流，是德羅訥河的右支流，长43.3千米，发源自瑞亚盖，于巴扎克流入德罗讷河。